# Investigação Discovery
ID (Investigação Discovery, até 8 de setembro de 2020) é a versão brasileira de ID (anteriormente Investigation Discovery), um canal de televisão por assinatura estadunidense pertencente ao Warner Bros. Discovery Assim como o canal originário, sua programação apresenta programas em estilo documental que abordam crimes reais, incluindo investigações criminais (principalmente homicídios), criminalística, e outros documentários focados em crimes. O canal foi lançado em 9 de julho de 2012 no Brasil e no restante da América Latina, ao substituir a vaga deixada pela extinção do canal Liv.

## Lançamento
No início de julho de 2012 a imprensa brasileira passou a divulgar que o grupo Discovery Inc. descontinuaria o canal Liv, e que o mesmo seria substituído pelo Investigação Discovery, um canal focado em suspense, crime e investigação. No entanto, diferentemente da versão norte-americana, o Investigação Discovery traria séries de ficção e filmes. Algumas séries que já eram integrantes da programação do Liv iriam continuar na programação quando feita a transição tais como Blue Bloods, Dexter, Hawaii Five-0, e Prison Break. Porém a programação seria concentrada no tipo de produto que fez o canal americano se tornar cada vez mais bem sucedido:  histórias reais que têm o suspense como elemento principal, contadas por especialistas, testemunhas e familiares e revividas com a ajuda de reconstituições cênicas. Alguns desse programas são: Pecados Mortais, Suspeitos Insólitos, Dementes, Mentes Criminosas, A Sangue Frio, O Perigo Vive ao Lado, além do já conhecido Amor Assassino, que estava na grade do Liv. O canal também continuaria a exibir filmes diariamente, entre eles: Donnie Brasco, A Intérprete, O Crime do Padre Amaro, Cabo do Medo, O Plano Perfeito, entre outros. O lançamento de Investigação Discovery no Brasil e em toda América Latina era questão de tempo já que o canal era naquele momento o canal de TV por assinatura de maior crescimento nos EUA. A distribuição global já era feita em mais de 100 países, incluindo Europa, África e Oriente Médio. No dia 9 de julho de 2012 o canal foi oficialmente lançado. Com exceção do Brasil, na América Latina foi mantido o nome em inglês Investigation Discovery.
Em 9 de setembro de 2020 foi lançada a nova logomarca do canal, que também teve seu nome oficialmente alterado de Investigação Discovery para ID, seguindo a mudança implementada nos EUA entre abril e maio do mesmo ano.

## Versões internacionais
- Estados Unidos
- Europa
- Canadá
- América Latina
- Índia
- Austrália e Nova Zelândia
- França (como Discovery Investigation)
- África do Sul
- Vietnã (2005-2007)